# Kanton Garges-lès-Gonesse-Ouest
Der Kanton Garges-lès-Gonesse-Ouest war von 1985 bis 2015 ein französischer Wahlkreis im Arrondissement Sarcelles im Département Val-d’Oise und in der Region Île-de-France; sein Hauptort ist Garges-lès-Gonesse. Er bestand aus einem Teil der Stadt Garges-lès-Gonesse.

## Bevölkerungsentwicklung
| 1990   | 1999   | 2006   | 2011   |
| ------ | ------ | ------ | ------ |
| 18.765 | 17.780 | 17.905 | 18.288 |